# Cadenet
Cadenet is een gemeente in het Franse departement Vaucluse (regio Provence-Alpes-Côte d'Azur). De plaats maakt deel uit van het arrondissement Apt. Cadenet telde op 1 januari 2022 4.327 inwoners.
De Franse socioloog Jean-Pierre Le Goff publiceerde in 2012 een boek over Cadenet, getiteld La fin du village: Une histoire française (ISBN 978-2070774425).
Cadenet is de geboorteplaats van de Franse componist Félicien David (1810-1876).

## Geografie
De oppervlakte van Cadenet bedroeg op 1 januari 2022 25,08 vierkante kilometer; de bevolkingsdichtheid was toen 172,5 inwoners per km².

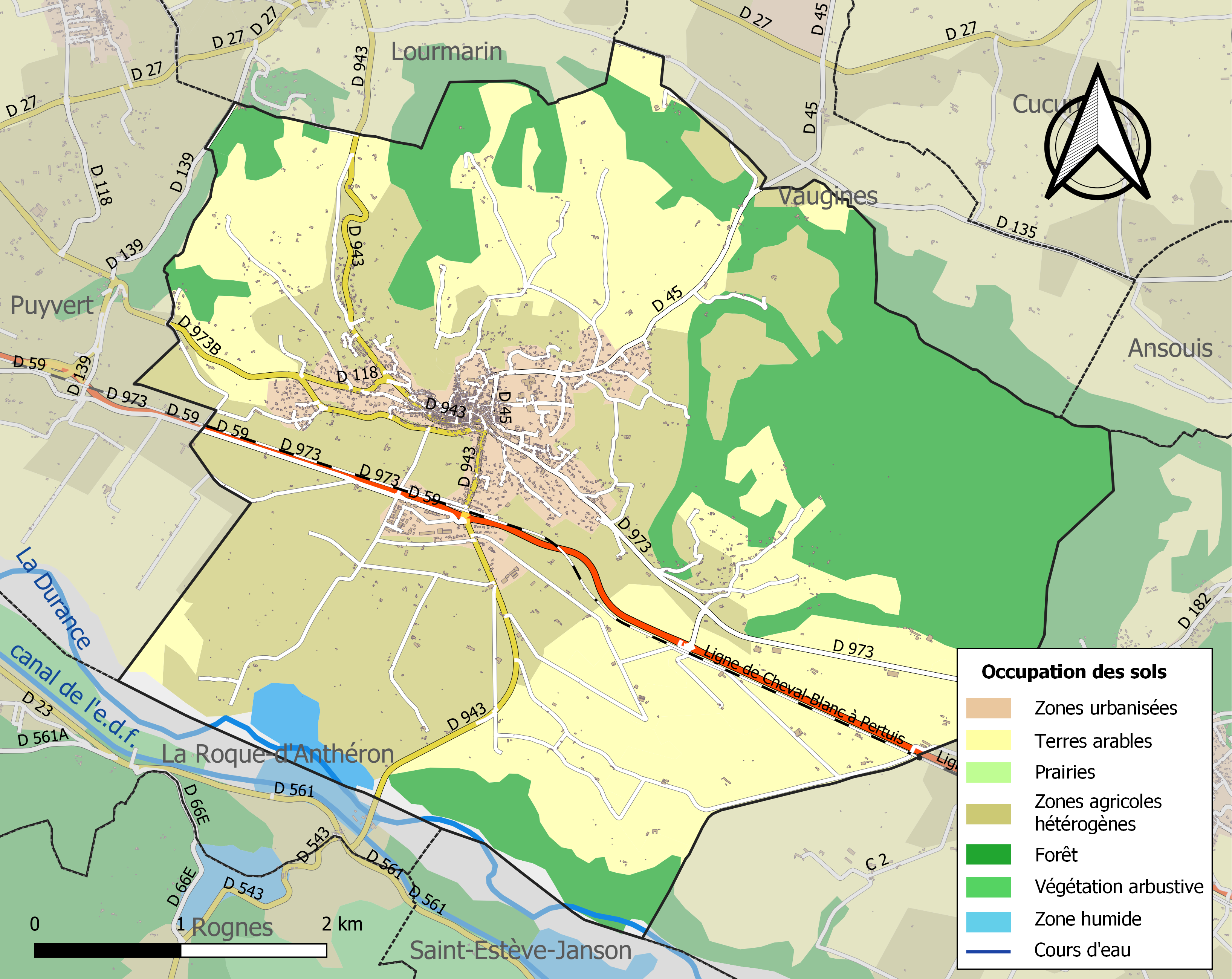
Kaart van de gemeente met belangrijkste infrastructuur, bodemgebruik en omliggende gemeenten

## Demografie
Onderstaande figuur toont het verloop van het inwonertal (bron: INSEE-tellingen).

## Begraven
- Godelieve Maria De Meyer (1923-2001), Belgisch geschiedkundige

## Afbeeldingen

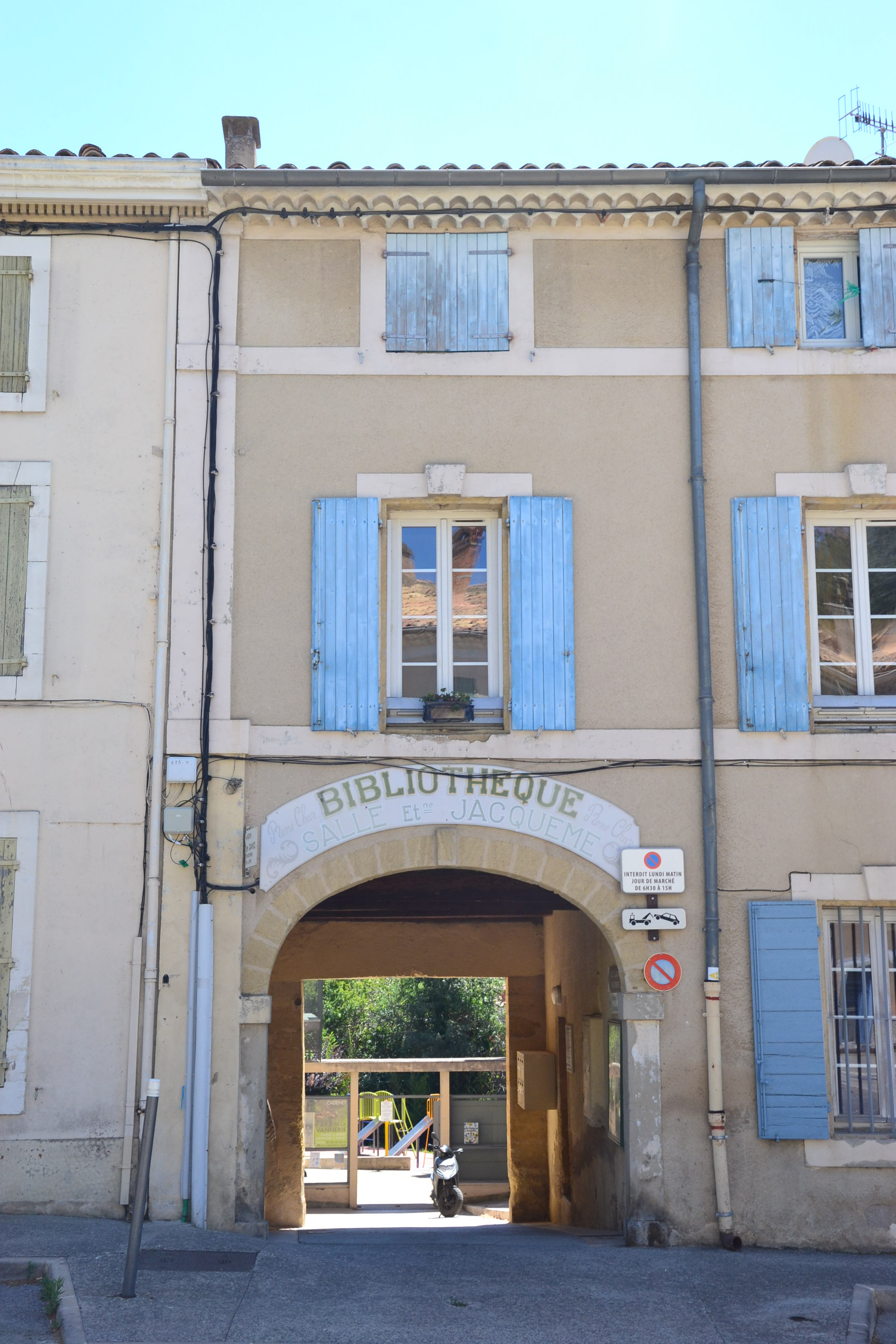
Bibliotheek
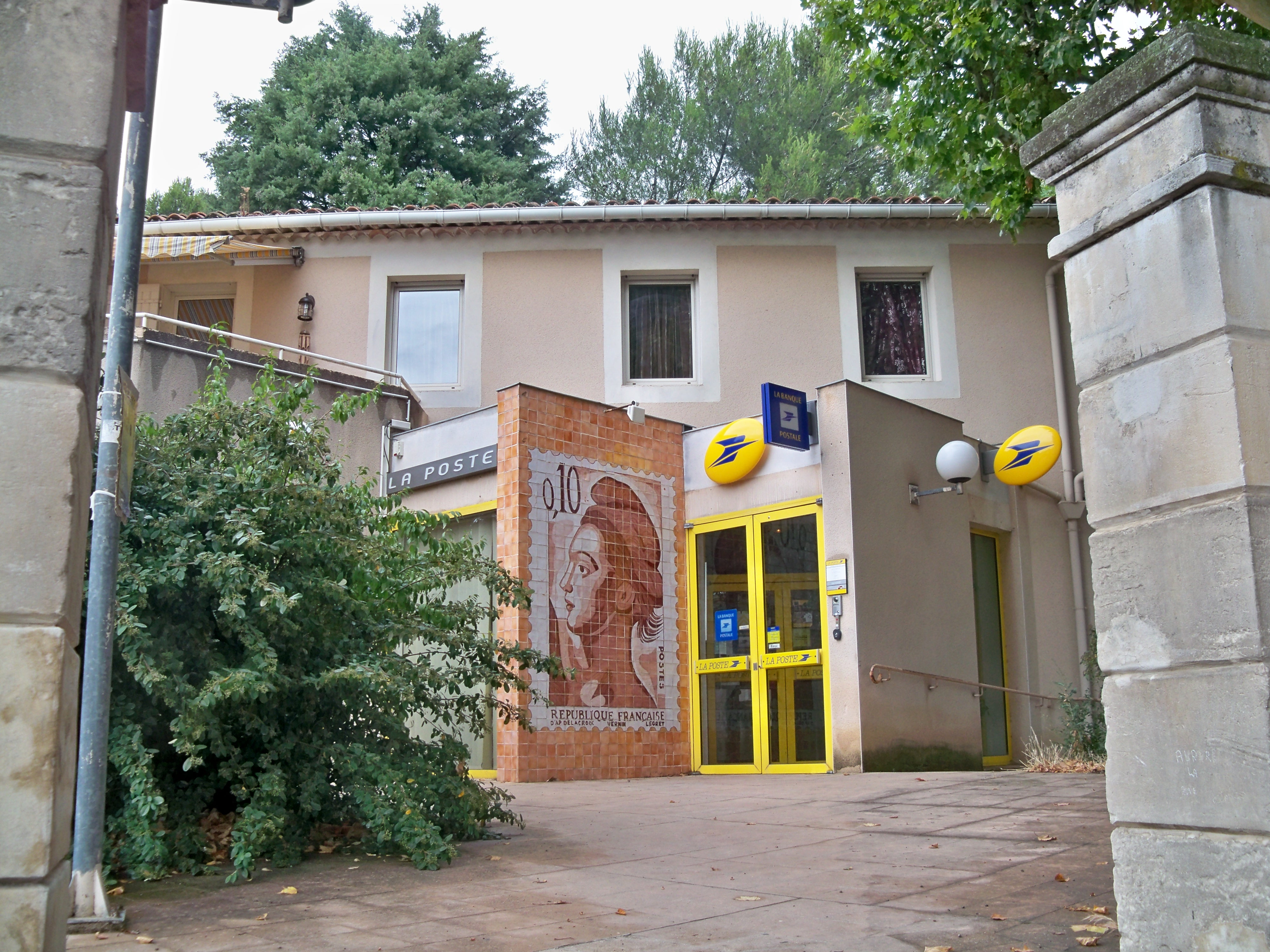
Postkantoor
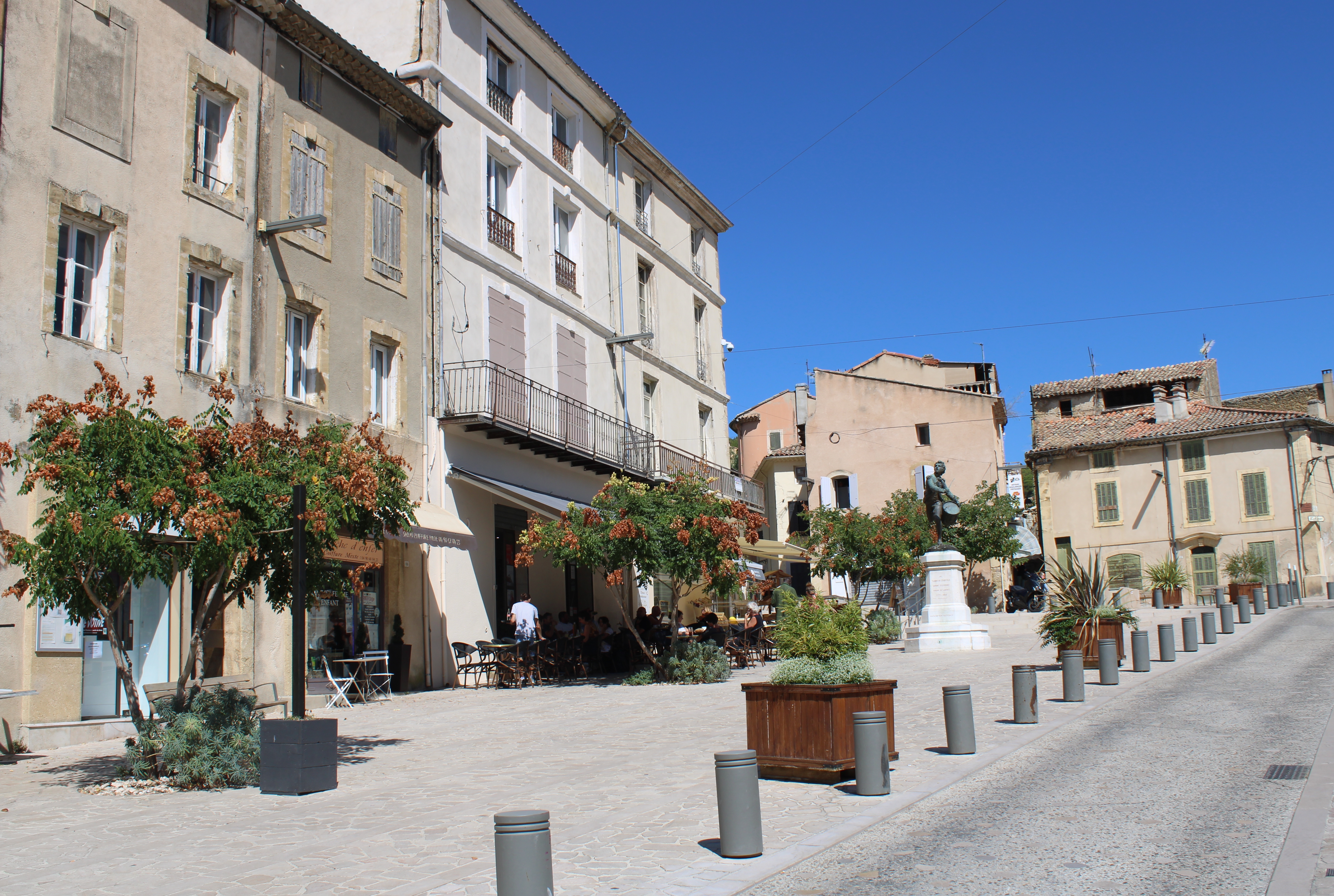
Place du Tambour d'Arcole